# Рэйва Синсэнгуми
Рэйва Синсэнгуми (яп. れいわ新選組) — левая популистская и прогрессивная политическая партия в Японии, основанная актёром Таро Ямамото в апреле 2019 года. Партия была сформирована левыми членами Либеральной партии, которые выступали против её слияния с Демократической партией для народа. Название партии отсылает к современной эпохе в истории Японии и ополчению, сражавшемуся на стороне сёгуна против императора. Партия набрала более 4 % голосов после участия в Палату советников в июле 2019 года, получив два места всего примерно через три с половиной месяца после своего создания.
Партия по-разному описывается: как выступающая против жёсткой экономии, против истеблишмента, против капитализма и ядерной энергетики, а также поддерживающая защиту животных, права людей с инвалидностью и участие государства в экономике.